# Британия (Оттава)

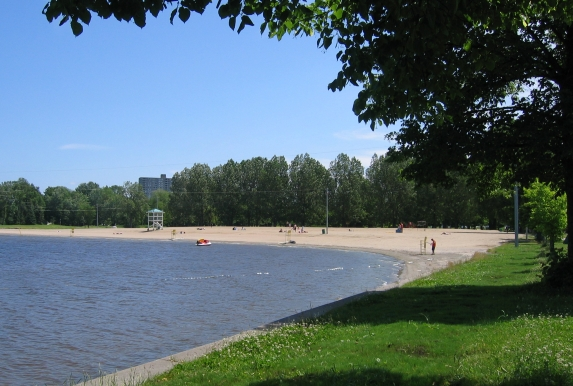
Пляж у бухты Британия.

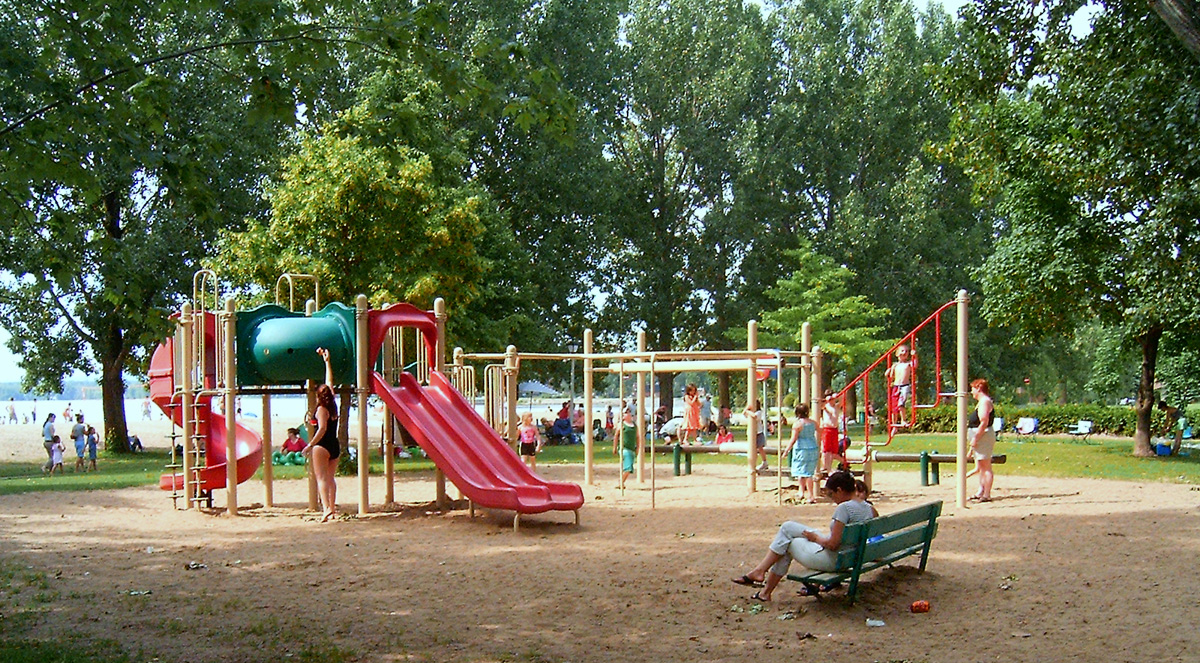
Детская площадка у бухты Британия.

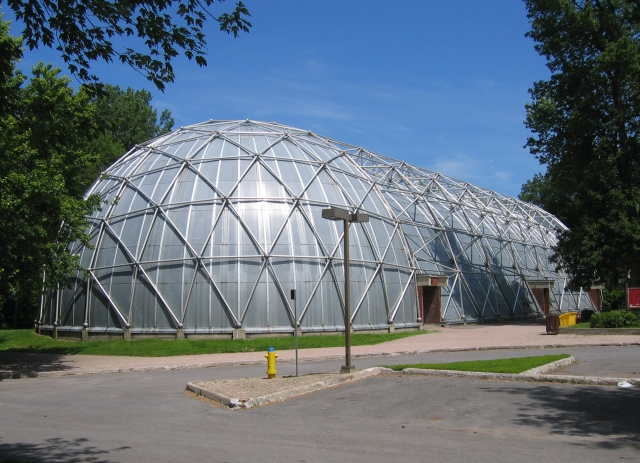
Беллтаунский купол

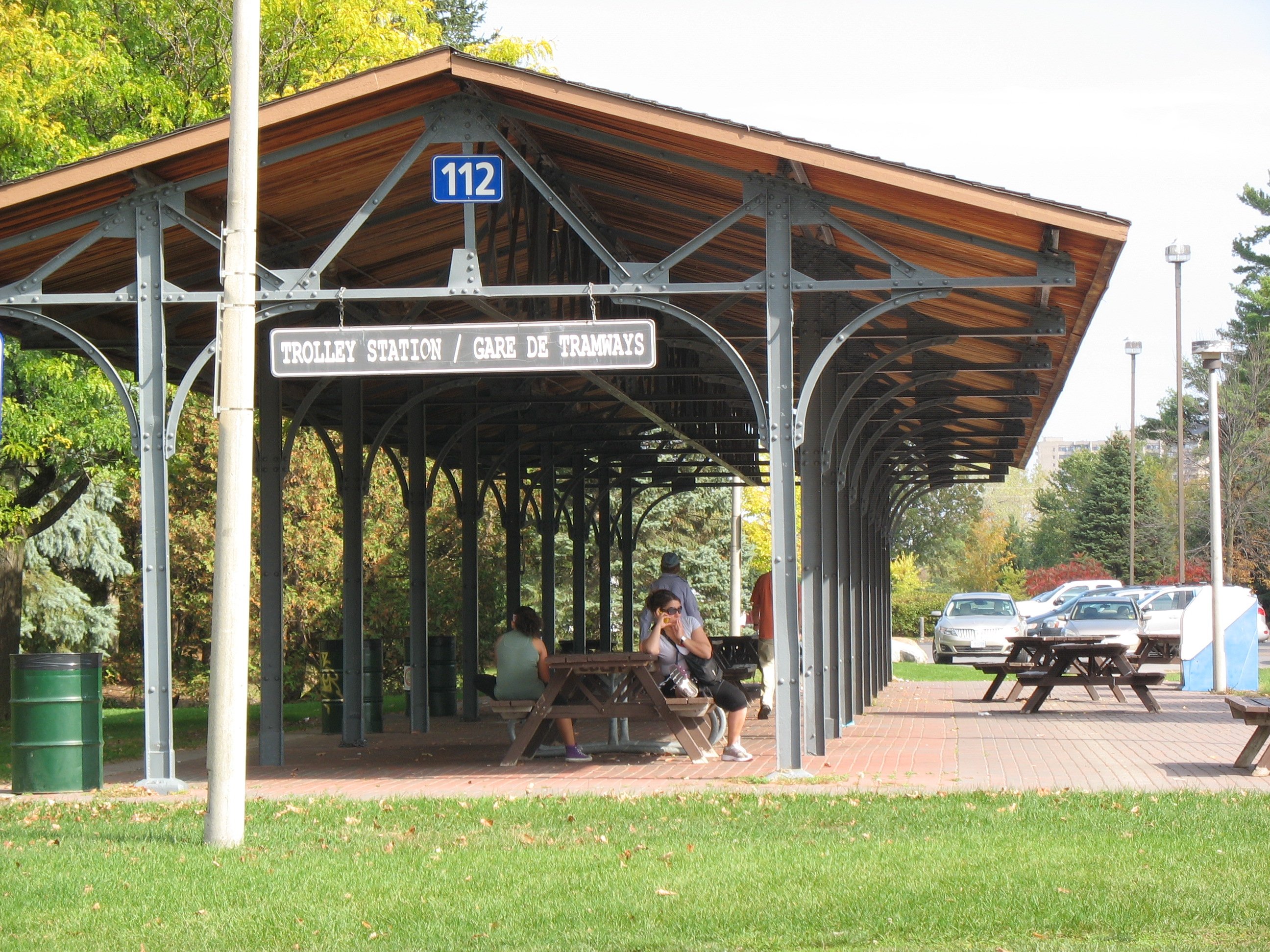
Старая трамвайная остановка. Британия, Оттава.

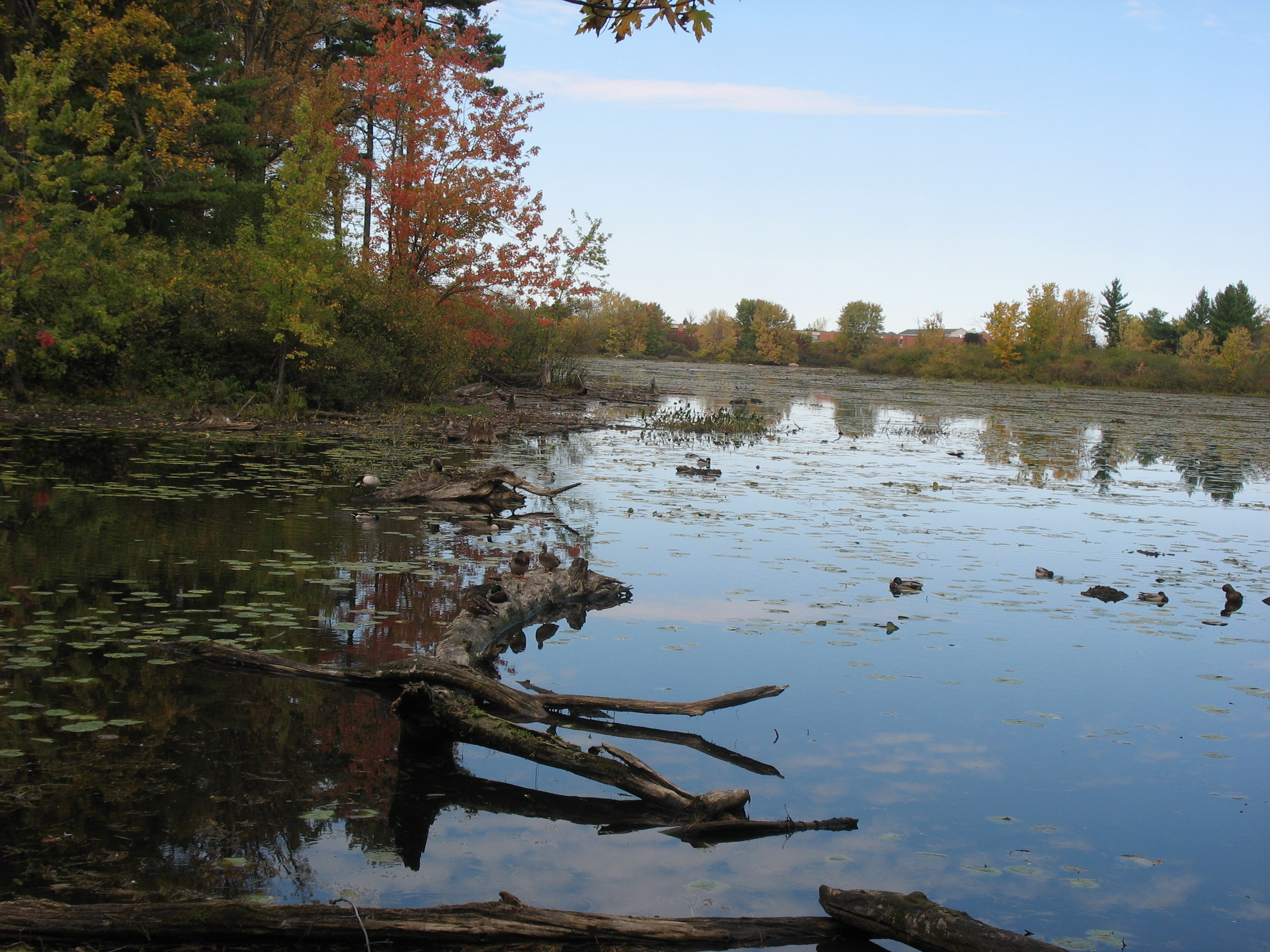
Грязевое озеро, Оттава.

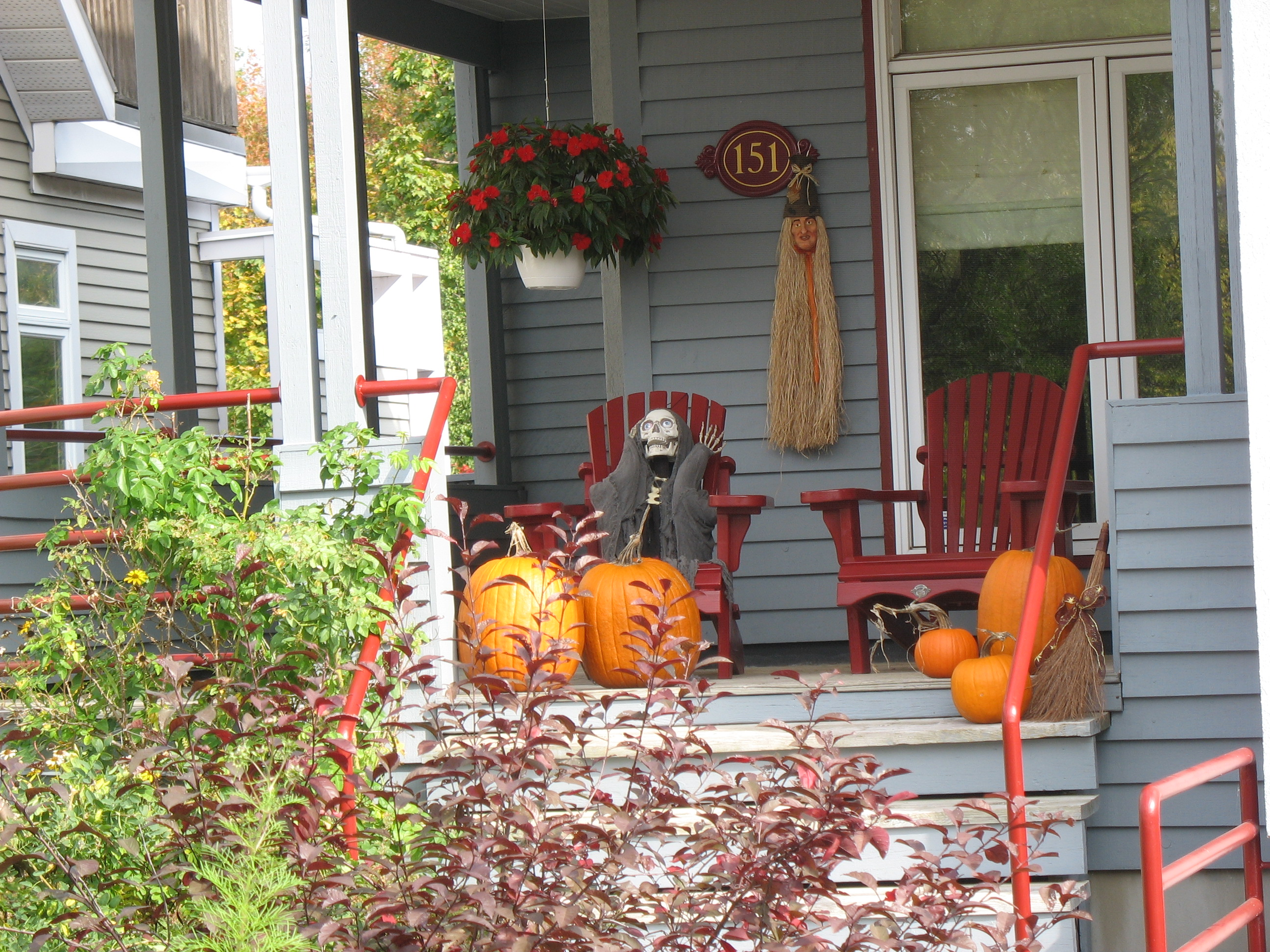
Дом на Британия-роуд незадолго до Хэллоуина. Октябрь 2011 г.

Британия (англ. Britannia) — район и улица на северо-западе города Оттава. Располагается у реки Оттава напротив бывшего города Элмер (ныне район город Гатино).
Некогда был небольшим коттеджным посёлком к западу от исторической Оттавы. Территория стала заселяться на рубеже 19-20 вв., когда Оттавская электрическая и газовая компания расширила трамвайные линии и создала на побережье залива Британия парк развлечений с тем, чтобы привлечь пассажиров на трамваи по выходным. В результате здесь возникли жилой район и пляж.
Стремительный рост территории города во всех направлениях в 20 в. привёл к тому, что вскоре Британия оказалась окружена со всех сторон западным пригородом Оттавы, Непином. Между коттеджами были сооружены современные высотные жилые дома. В настоящее время этот участок лежит в стороне от крупных дорог Оттавы. Среди местных достопримечательностей — предприятие по мойке собак, начальная школа, большой кинотеатр, Грязевое озеро (Mud Lake), пляж и предприятие по очистке воды.
Район имеет смешанный характер, в нём чередуются дома жителей с низким и высоким доходом. Бедные районы располагаются ближе к Ричмонд-роуд, а более богатые — ближе к яхт-клубу на северной оконечности шоссе Британия-роуд. В районе много зелени. Район является чрезвычайно удобным, по сравнению с другими районами Оттавы, с точки зрения высокой концентрации разнопрофильных торговых центров и другой городской инфраструктуры.
Парк Британия и расположенный к востоку парк Эндрю Хейдона относятся к излюбленным местам встреч канадцев русского происхождения.
Местной достопримечательностью является купол, напоминающий купол выставки EXPO-1967, под которым находится детский хоккейный стадион. Этот купол в 2002 г. был включён в список 500 архитектурных достопримечательностей Оттавы. Здесь проходят основные мероприятия ежегодного Оттавского фольклорного фестиваля, проходящего в парке Британия.
Вдоль реки проходит велосипедная дорожка, которая начинается за 12 км к востоку, у Парламентского холма.
Британия — весьма контрастный район в плане социального уровня и этнического происхождения жителей, в отличие от большинства других районов Оттавы, довольно однородных по своему составу.